# Short Skyvan
Short SC.7 Skyvan (укр. Шорт Скайвен) — британський легкий двомоторний турбогвинтовий літак виробництва компанії Short Brothers з Белфаста, Північна Ірландія. Використовується переважно для перевезення пасажирів чи вантажу на короткі відстані та стрибків з парашутом.
Через характерний зовнішній вигляд Skyvan отримав такі прізвиська як «Сарай» (англ. «Shed») чи «Літаюча коробка для взуття» (англ. «Flying Shoebox»), та незважаючи на це літак мав попит на ринку і був цілком успішним. Концепція та ідеї, що були реалізовані в цьому літаку, знайшли свій подальший розвиток в моделях Short 330, Short 360 та Short C-23 Sherpa.

## Історія

### Створення

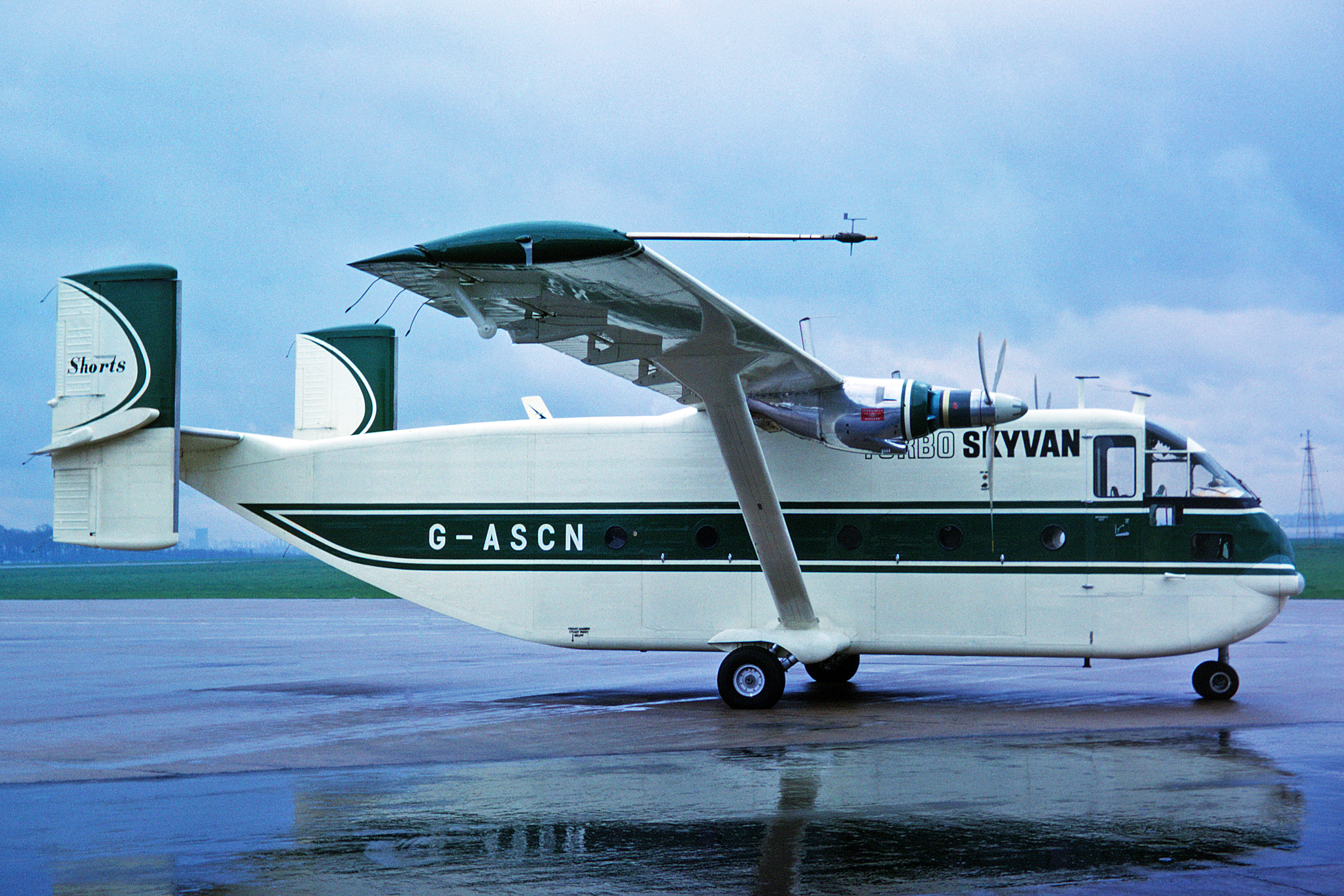
Перший прототип, вже з турбогвинтовими двигунами Turbomeca Astazou II

У 1958 році компанія Short Brothers викупила у Фредеріка Джорджа Майлза (колишній власник збанкрутілої Miles Aircraft) креслення і дані, зібрані під час випробувань прототипу Hurel-Dubois Miles HDM.105, створеного на базі Miles Aerovan. Short Brothers відмовились від реалізації оригінальної концепції прототипа HDM.105, яка відзначалась дуже великим відносним подовженням крила, натомість спираючись на отримані дані, вони розробили власний проєкт універсального суцільнометалевого літака під назвою Short SC.7 Skyvan. Завдяки відносно просторому фюзеляжу і великому вантажному люку літак набув популярності серед авіакомпаній, що виконували перевезення вантажів.
Складання Short SC.7 Skyvan почалося 1960 року на заводі Short Brothers на території аеропорту Сіденхем. Перший прототип, оснащений двома шестициліндровими опозитними авіаційними двигунами Continental O-520 потужністю 390 к. с. (приблизно 290 кВт) кожен, здійснив свій перший політ 17 січня 1963 року. Згодом, 1963 року, замість поршневих двигунів на перший прототип було встановлено турбогвинтові Turbomeca Astazou II потужністю 390 кВт кожен. 
Другий прототип (перший літак другої серії) спочатку був оснащений турбогвинтовими двигунами Turbomeca Astazou X потужністю 497 кВт кожен, але згодом в серійному виробництві використовували вже Turbomeca Astazou XII потужністю 510 кВт. Двигуни Turbomeca Astazou мали певні температурні обмеження, що зменшувало їх ефективність на великих висотах чи в спекотному кліматі. Тому починаючи з 1968 року, у виробництво було запущено Skyvan третьої серії, на яких використано турбогвинтові двигуни Garrett AiResearch TPE331 потужністю 533 кВт. Загалом до завершення виробництва в 1986 році було виготовлено 153 Skyvan (включно з прототипами).

### Експлуатація
З моменту своєї появи Short SC.7 Skyvan користувався значним попитом. Літак експлуатувався в 47 країнах, застосовувався цивільними операторами і перебував на озброєнні багатьох армій світу. Ці літаки неодноразово застосовувались у воєнних конфліктах, деякі з машин були знищені в результаті бойових дій. Найбільший досвід застосування Skyvan в умовах бойових дій мають повітряні сили Оману. Оман закупив 16 літаків цього типу і дуже активно використовував їх під час другої половини війни в Дофарі. Оманські Skyvan під керуванням британських пілотів у відставці використовувались з віддалених гірських злітних майданчиків, які мали дуже обмежені розміри (деякі не перевищували в довжину 320 метрів). Літаки експлуатувалися в умовах значної запиленості повітря, високих температур, сильних вітрів і під інтенсивним вогнем супротивника. Потреба в літаках була настільки великою, що в певні періоди Skyvan здійснювали до 2000 вильотів на місяць, кожен літак за день міг здійснювати 8-9 вильотів. Оманські Short SC.7 Skyvan відносились до модифікації 3М і могли брати на борт до 2,5 тонн вантажу, вони здійснювали перевезення солдат, боєприпасів, позашляховиків Land Rover та безлічі інших вантажів. Завдяки широкому люку вантажного відсіку троє людей могли завантажити чи вивантажити автомобіль на борт літака всього за 15 хв. Не менш важливою місією для цих літаків була евакуація поранених із зони бойових дій. Персонал повітряних сил Оману називав ці літаки — п'ятитонними хвилястими папугами.

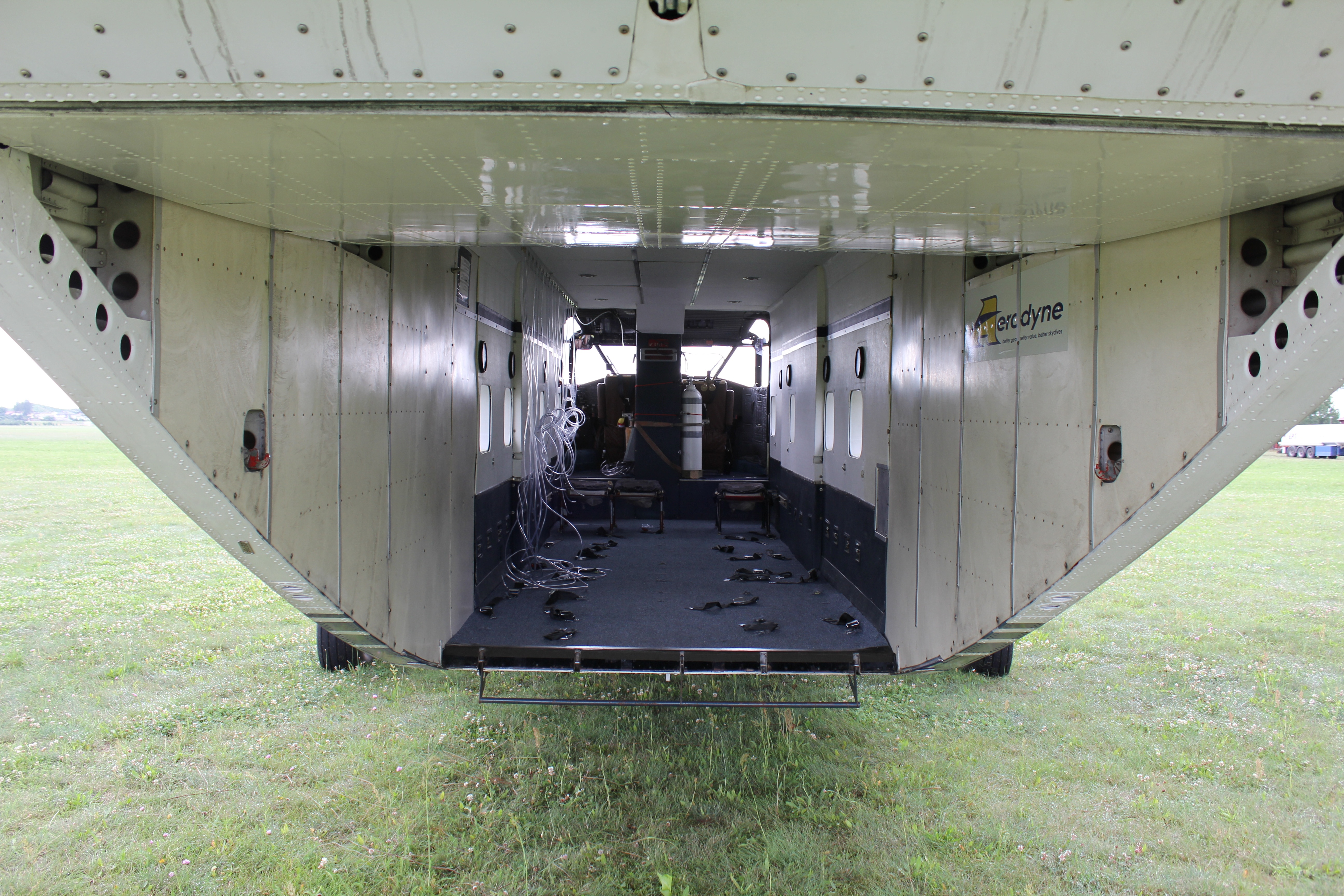
Вантажна кабіна Skyvan з піднятою рампою

Також пройшли через війну 5 Short SC.7 Skyvan берегової охорони Аргентини. Вони брали участь у Фолклендській війні, де виконували транспортні, пошукові, розвідувальні та рятувальні польоти. Два з п'яти літаків було знищено під час бойових дій. Один літак було знищено на землі ударами британської корабельної артилерії. Другий було втрачено в результаті успішної спецоперації британських сил спеціального призначення.
Достеменно відомо, що принаймі один з аргентинських Skyvan використовувався для здійснення Польотів смерті, під час брудної війни. Згодом цей літак декілька разів перепродавали, проте на початку 2023 року він повернувся назад в Аргентину. Його планують перетворити на музейний експонат в меморіальному комплексі Простір пам'яті, пропагування та захисту прав людини (ісп. Espacio para la Memoria y para la Promoción y Defensa de los Derechos Humanos).
Незважаючи на солідний вік планерів, Short SC.7 Skyvan досі продовжують використовуватися для перевезень вантажів на короткі відстані, аерофотографування чи для стрибків з парашутом. Канадська компанія Questor Surveys переобладнала два літаки для аерогеологічних досліджень. Організація Collier Mosquito Control District з США використовує Skyvan для розпилення хімікатів з повітря з метою боротьби з москітами.

## Оператори

### Цивільні
- Австралія
- Австрія
- Ангола
- Аргентина
- Барбадос
- Бахрейн
- Бельгія
- Бразилія
- Велика Британія
- Венесуела
- Греція
- Данія
- Заїр
- Канада
- Колумбія
- ДР Конго
- Люксембург
- Малайзія
- Мальдіви
- Мексика
- Мозамбік
- Норвегія
- Ізраїль
- Індонезія
- Ірландія
- Італія
- ПАР
- Панама
- Папуа Нова Гвінея
- Польща
- Саудівська Аравія
- США
- Таїланд
- Франція
- Фінляндія
- Швеція

Станом на липень 2009 року в експлуатації перебувало 39 літаків Short SC.7 Skyvan, які використовувались наступними експлуатантами: Pink Aviation Services, Sonair, Swala Airlines, Transway Air Services, Deraya Air Taxi, Layang Layang Aerospace, Macair Airlines, Malaysia Air Charter, Olympic Airways, Pan Malaysian Air Transport, Wirakris Udara, CAE Aviation, Deltacraft, Invicta Aviation, Advanced Air, Allwest Freight, Era Alaska, GB Airlink, North Star Air Cargo, Skylift Taxi Aereo, Skydive Arizona, Skydive DeLand, Skydive Perris, Sydney Skydivers, SkyForce Piotrków Trybunalski, Skydive Pennsylvania, Summit Air, Eagle Air, Sustut Air, Ryan Air Services, Nomad Air, Aalto University, Skykef.
Станом на лютий 2024 року нараховується 19 літаків Short SC.7 Skyvan, які продовжують літати, незважаючи на солідний вік планерів. Переважна більшість з них, 16 з 19, експлуатується на території США. Майже половина з них, 7 з 16, використовується на дропзонах США для здійснення парашутних стрибків. Активними експлуатантами Short SC.7 Skyvan є як приватні особи, так і організації: Airborne Support Group, North Star Air Cargo, Pink Aviation Services, Skydive Arizona, Summit Air, United States - Collier Mosquito Control District, Win Aviation.

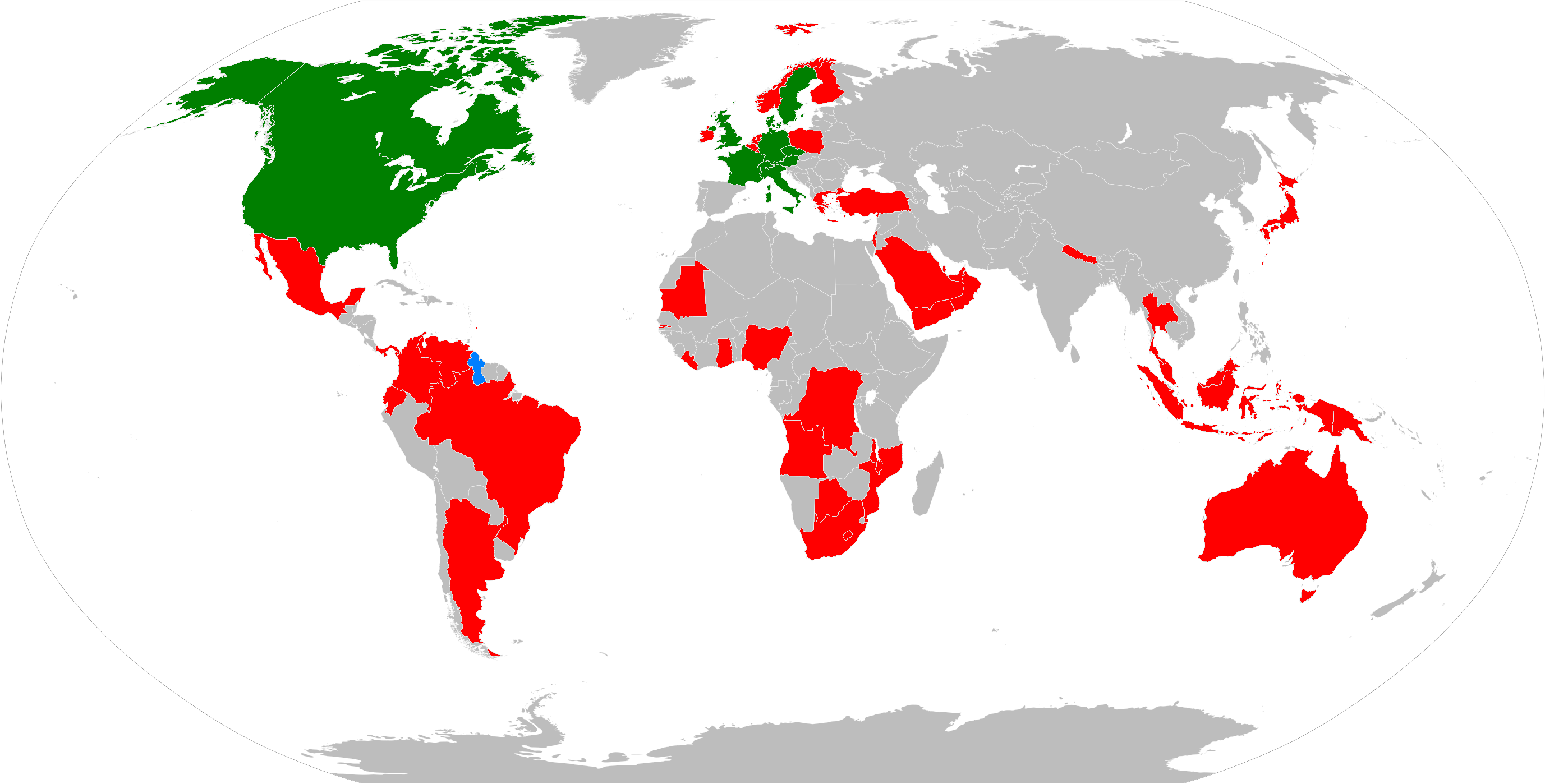
військові оператори
цивільні оператори
колишні експлуатанти

### Військові
На початок 2024 року  Гаяна залишається останньою країною, армія якої має на озброєнні два літаки Short SC.7 Skyvan. Проте в минулому літаки цього типу були затребувані в багатьох арміях світу. Перелік країн, які мали Skyvan на озброєнні своїх армій доволі великий:
- Австрія
- Аргентина
- Ботсвана
- Гамбія
- Гана
- Еквадор
- Ємен
- Індонезія
- Ізраїль
- Кіскей
- Лесото
- Мавританія
- Малаві
- Мексика
- Непал
- ОАЕ
- Оман
- Панама
- Північний Ємен
- Сінгапур
- Таїланд
- Уганда
- Японія

## Технічний опис

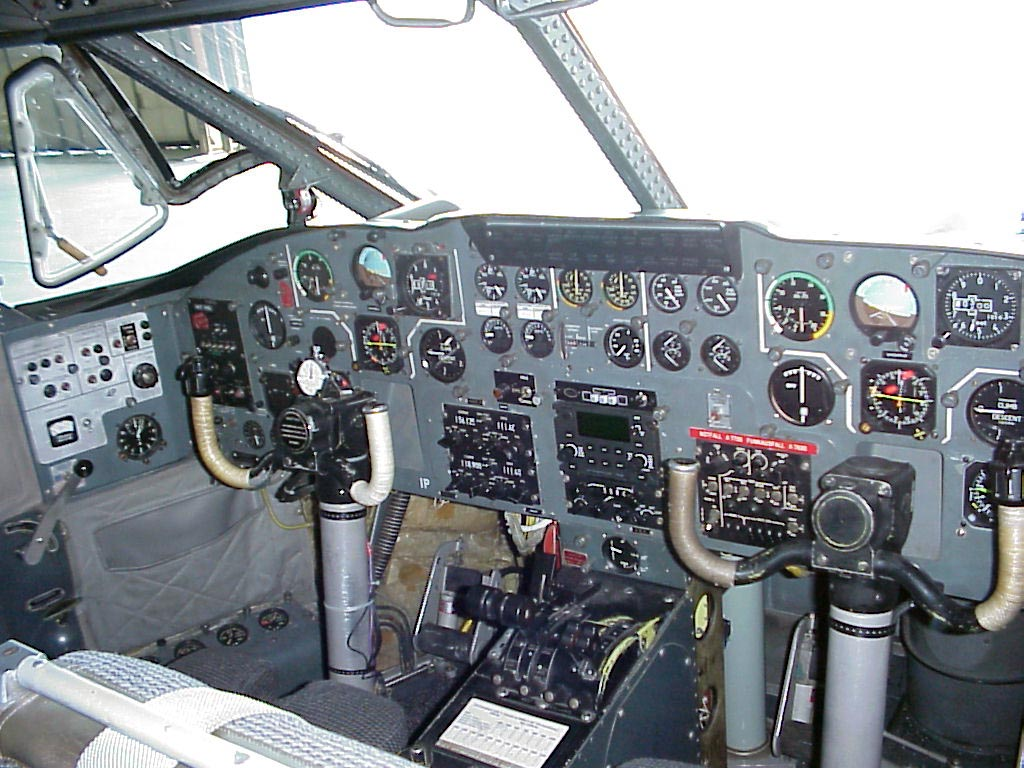
Органи керування і панель приладів Skyvan

Двомоторний суцільнометалевий підкосний високоплан з негерметичним фюзеляжем і Н-подібним хвостовим оперенням. Характерною рисою цього літака є дебелий фюзеляж майже квадратної форми в поперечному перерізі. Люк вантажного відсіку виконано у формі рампи, що може відкриватися в польоті. Фюзеляж, внаслідок своєї коробкоподібної форми і широкого плаского днища, працює як несучий корпус, створюючи в польоті певний відсоток підіймальної сили, що в комплексі з розвинутою механізацією крила значно покращує льотні характеристик літака. Шасі триопорне з носовим колесом, в польоті не прибирається. Силова установка складається з 2 турбогвинтових двигунів (модель двигуна залежить від модифікації літака). Серійно літаки оснащувалися трилопатевими повітряними гвинтами змінного кроку Hartzell HC-B3TN-5/T10282H, проте частину літаків згодом переобладнали іншими модифікаціями повітряних гвинтів, серед яких зустрічались чотири-, п'яти- і навіть семилопатеві. 

### Основні характеристики
Характеристики наведені для найбільш масової модифікації літака Skyvan серії 3. 
- Екіпаж: 1-2 особи
- Висота вантажного відсіку: 1,98 м
- Ширина вантажного відсіку: 1,98 м
- Довжина вантажного відсіку: 4,88 м
- Пасажиромісткість: до 19 пасажирів
- Довжина: 12,21 м
- Висота: 4,60 м
- Розмах крил: 19,79 м
- Площа крила: 35,12 м²
- Вага порожнього: 3331 кг
- Максимальна злітна вага: 5670 кг
- Місткість палива: 1109 л
- Двигуни: 2 × Garrett AiResearch TPE-331-2-201A, потужністю 533 кВт кожен
- Повітряні гвинти: 3-лопатеві Hartzell HC-B3TN-5/T10282H зі змінним кроком гвинта

### Льотні характеристики
Параметри вказані для модифікації літака з двигунами Garrett AiResearch TPE-331-2-201A та нормальної злітної маси. 
- Максимальна швидкість (на висоті 3000 м): 324 км/год
- Крейсерська швидкість (на висоті 3000 м): 278 км/год
- Швидкість звалювання (при випущених закрилках): 111 км/год
- Швидкість яку не можна перевищувати: 402 км/год
- Дальність польоту: 1,115 км
- Практична стеля: 6858 м
- Скоропідйомність: 8,3 м/с
- Довжина розбігу: 482 м
- Довжина пробігу: 567 м

### Модифікації
Short Skyvan налічував 3 основні модифікації. Третя, наймасовіша модифікація своєю чергою складалася з декількох різних варіантів виконання:
- Skyvan серії 1 — Перший прототип, оснащений поршневими двигунами Continental GTSIO-520[c]
- Skyvan серії 1A — Перший прототип після переоснащення його турбогвинтовими Turbomeca Astazou II
- Skyvan серії 2 — Літаки оснащені турбогвинтовими двигунами Turbomeca Astazou XII[d]
- Skyvan серії 3 — Літаки оснащені турбогвинтовими двигунами Garrett TPE331. Основна і наймасовіша серія, включала в себе декілька дрібніших модифікацій

- Skyvan серії 3A — Літаки серії 3, сертифіковані для експлуатації зі збільшеною злітною масою
- Skyvan серії 3M — Військово-транспортний варіант серії 3A, пристосовані для скидання з повітря вантажів і парашутистів
- Skyvan серії 3M-200 — Військово-транспортний варіант серії 3A, сертифіковані для експлуатації зі ще більшою злітною масою, ніж Skyvan серій 3A і 3M
- Skyliner — Маркетингова назва для літаків серій 3 і 3A, переобладнаних у пасажирські літаки з салоном підвищеного комфорту
- Seavan — Маркетингова назва для літаків, переобладнаних у військовий морський патрульний літак

Short Skyvan виявився настільки успішним, що став основоположником цілого сімейства літаків виробництва Short Brothers, які продовжували розвивати концепцію та ідеї, закладені в цей проєкт:
- Short 330 — Майже вдвічі більший і потужніший літак, який успадкував всі основні риси, притаманні Skyvan
- Short 360 — Ще більший і потужніший літак, з покращеною аеродинамікою і класичним, однокільовим хвостовим оперенням
- Short C-23 Sherpa — Військово-транспортний літак, що увібрав в себе всі напрацювання проєктів Short 330 і Short 360

## Катастрофи та аварії
За всю історію експлуатації відомо про понад 60 авіаційних інцидентів за участю Short Skyvan, в яких загинуло більше сотні людей.
| Дата              | Реєстрація | Місце катастрофи                            | Опис інциденту | Жертви |
| ----------------- | ---------- | ------------------------------------------- | --- | ------ |
| 6 березня 1967    | I-TORE     | Венеція                                     | Помилки пілотування при приземленні. Літак вилетів за межі ЗПС і перекинувся.                                             | 0/3    |
| 2 липня 1970      | N21CK      | неподалік Вашингтона                        | Впав у річку Потомак і затонув, не долетівши 1800 метрів до ЗПС Національного аеропорту імені Рональда Рейгана.           | 2/2    |
| 22 жовтня 1970    | N123PA     | неподалік Беттлс                            | Вимушена посадка на дерева через пожежу другого двигуна.                                                                  | 0/2    |
| 22 січня 1971     | T-701      | неподалік о. Біак                           | Військовий літак впав у море неподалік о. Біак під час виконання нічного тренувального польоту.                           | 8/8    |
| 14 квітня 1972    | N725R      | неподалік Ла-Кросс                          | Катастрофа трапилась через відмову гідросистеми, викликану перевантаженням літака.                                        | 1/1    |
| 1 вересня 1972    | VH-PNI     | Гілуве                                      | Врізався в схил гори через помилки при плануванні польоту і щільну хмарність.                                             | 4/4    |
| 19 грудня 1972    | T-703      | точне місце невідоме                        | Військовий літак, точне місце і обставини загибелі не встановлені.                                                        | ?/?    |
| 28 листопада 1973 | N40DA      | аеропорт Хантсвілл                          | Знищений Смерчем. | 0/0    |
| 17 вересня 1974   | 909        | точне місце невідоме                        | Військовий літак, точне місце і обставини загибелі не встановлені.                                                        | ?/?    |
| 22 листопада 1976 | A4O-SI     | неподалік о. Дас                            | Приземлення на воду після відмови одного двигуна. Екіпаж врятувався, літак затонув.                                       | 0/3    |
| 25 серпня 1977    | N4917      | неподалік Кайлуа-Кона                       | Увійшов в штопор і розбився на відстані близько кілометра від ЗПП аеропорту призначення..                                 | 2/2    |
| 31 грудня 1977    | N64AC      | Токсук-Бей                                  | Розбився при приземленні за складних метеоумов.                                                                           | 0/2    |
| 7 квітня 1978     | RAN-15     | точне місце невідоме                        | Військовий літак, точне місце і обставини загибелі не встановлені.                                                        | ?/?    |
| 18 січня 1981     | 8R-GFF     | точне місце невідоме                        | Військовий літак, врізався в схил гори за складних метеоумов.                                                             | 4/4    |
| 15 травня 1981    | N70DA      | Слейт-Крік                                  | Помилки пілотування при приземленні, внаслідок чого літак зазнав суттєвих руйнувань.                                      | 0/2    |
| 3 травня 1982     | PA-54      | аеропорт Порт Стенлі                        | Військовий літак, 3 травня пошкоджено, а 12 червня, під час чергового артилерійського обстрілу, остаточно знищено.        | 0/0    |
| 15 травня 1982    | PA-50      | о. Пеббл                                    | Військовий літак, знищено в результаті спецоперації британських сил спеціального призначення.                             | 0/0    |
| 30 грудня 1985    | RAN-23     | неподалік Дхангадхі                         | Військовий літак, з невстановлених причин впав у лісі неподалік містечка Дхангадхі.                                       | 25/25  |
| 24 квітня 1986    | 7Q-YAY     | неподалік Момбаси                           | Зіткнувся з деревом під час вимушеного приземлення, яке здійснювалось через те, що скінчилось паливо.                     | 0/2    |
| 3 жовтня 1986     | PK-ESC     | неподалік Манадо                            | Нерегулярний пасажирський рейс, літак врізався в схил гори.                                                               | 13/13  |
| 21 жовтня 1986    | N406TH     | аеропорт Найтм'ют                           | Складне приземлення, що призвело до значних руйнувань планера.                                                            | 0/2    |
| 19 квітня 1987    | N20DA      | аеропорт Степлтона                          | Сильний порив вітру перевернув літак вже після приземлення, на руліжній доріжці.                                          | 0/2    |
| 8 листопада 1987  | 7Q-YMB     | неподалік Улонге                            | Пролітав повз район інтенсивних бойових дій. Був збитий.                                                                  | 10/10  |
| 1 листопада 1989  | OH-SBB     | неподалік Марієгамна                        | Відмова спочатку одного двигуна, а згодом і другого. Літак після приводнення затонув.                                     | 0/2    |
| 4 вересня 1991    | 9M-AZB     | неподалік Лонг Серидан                      | Жорстке приземлення на схилі пагорба після відмови обох двигунів невдовзі після злету.                                    | 14/20  |
| 13 липня 1992     | N20086     | аеропорт Бетел                              | Через перевищення допустимої маси вантажу було порушено центрування літака, що призвело до падіння при спробі злетіти.    | 1/1    |
| 31 січня 1993     | 9M-PID     | Північна Суматра                            | Літак зник над гірською місцевістю.                                                                                       | 14/14  |
| 30 липня 1993     | 9M-AXM     | Лонг Лоянг                                  | Через нестачу палива пілот виконав невдале вимушене приземлення на футбольному стадіоні, під час якого літак перекинувся. | 1/17   |
| 2 грудня 1993     | LX-UGO     | Вахун                                       | Невдале приземлення, що завершилось зіткненнями з деревами.                                                               | 0/13   |
| 28 грудня 1993    | G-OVAN     | аеродром Емпуріабрава                       | Під час приземлення зіткнувся з деревами.                                                                                 | 1/1    |
| 7 липня 1995      | OE-FDL     | аеродром Хоенемс-Дорнбірн                   | Вимушена посадка і зіткнення з деревами.                                                                                  | 0/24   |
| 11 серпня 1995    | N504FS     | аеропорт Ніколай                            | Пожежа в вантажному відсіку. Пілот здійснив екстрене приземлення, після чого пожежу ліквідували.                          | 0/1    |
| 1 вересня 1995    | N30GA      | неподалік Февелла                           | Зіткнення зі схилом гори за складних метеоумов.                                                                           | 1/1    |
| 16 червня 1996    | OE-FDI     | неподалік Гогевена                          | У польоті з парашутистами закінчилось паливо, парашутисти вистрибнули, а літак здійснив вимушене приземлення.             | 0/2    |
| 16 вересня 1996   | N10DA      | неподалік аеропорту Піттсбурга              | Вимушене приземлення за 5 км до злітно-посадкової смуги через закінчення палива.                                          | 0/1    |
| 25 березня 1997   | N451SA     | неподалік аеропорту Нунапітчак              | Невдовзі після злету Skyvan зіткнувся в повітрі з Cessna 207 (N800GA). Обидва літаки розбилися.                           | 1/1    |
| 25 жовтня 1997    | OE-FDF     | неподалік Санкт-Йоганн-ін-Тіроль            | На землі людина попала під повітряний гвинт літака. Людина загинула.                                                      | 1/1    |
| 23 липня 1998     | XC-UTQ     | Орісаба                                     | Розбився об гору на висоті понад 5500 метрів.                                                                             | 0/0    |
| 14 жовтня 1998    | YV-O-MTC-8 | аеропорт імені Симона Болівара              | Boeing 727 під час руху територією аеропорту зачепив і сильно пошкодив 3 легкі літаки, з них 2 Short Skyvan.              | 0/0    |
| 14 жовтня 1998    | YV-O-MTC-3 | аеропорт імені Симона Болівара              | Boeing 727 під час руху територією аеропорту зачепив і сильно пошкодив 3 легкі літаки, з них 2 Short Skyvan.              | 0/0    |
| 17 жовтня 1998    | OE-FDF     | Целль-ам-Зее                                | Через технічну несправність при злеті виник значний крен вліво, який призвів до падіння літака.                           | 0/21   |
| 5 квітня 2000     | N549WB     | Делта-Джанкшен                              | Жорстке приземлення під час сильного бокового вітру.                                                                      | 0/1    |
| 8 жовтня 2000     | C-FSDZ     | неподалік Порту Радіум                      | Зіткнення з верхівками дерев при спробі приземлення на занедбану злітно-посадкову смугу.                                  | 3/3    |
| 1 січня 2001      | VH-WGG     | Равенна                                     | Знищено при пожежі. Ймовірно мав місце зумисний підпал.                                                                   | 0/0    |
| 1 січня 2001      | VH-WGL     | Равенна                                     | Знищено при пожежі. Ймовірно мав місце зумисний підпал.                                                                   | 0/0    |
| 8 листопада 2003  | 8R-GMC     | неподалік аеропорту Юджина Ф. Коррейя       | Вимушене приземлення невдовзі після злету через відмову двигуна.                                                          | 2/7    |
| 1 вересня 2007    | N2088Z     | ЗПС Містік Лейк Лодж                        | Жорстке приземлення на коротку гравійну злітно-посадкову смугу.                                                           | 0/1    |
| 20 вересня 2007   | N2088Z     | ЗПС Містік Лейк Лодж                        | Спроба злету після інциденту 1 вересня 2007 року. Літак зачепив дерева і впав.                                            | 1/1    |
| 27 липня 2008     | G-BEOL     | аеропорт Оксфорда                           | Жорстке приземлення з руйнуванням шасі літака.                                                                            | 0/1    |
| 26 вересня 2009   | N754BD     | Сквентна                                    | Жорстке приземлення на нерівну, м’яку та вузьку злітно-посадкову смугу.                                                   | 0/1    |
| 30 червня 2010    | N731E      | ЗПС Челатна Лейк Лодж                       | Жорстке приземлення на нерівну, м’яку та вузьку злітно-посадкову смугу.                                                   | 0/1    |
| 18 жовтня 2010    | N80GB      | Форт-Лодердейл                              | Пілот-початківець допустив виїзд літака за межі ЗПС та зіткнення зі знаками безпеки.                                      | 0/2    |
| 9 листопада 2010  | 8R-GGK     | аеропорт Чедді Джаган                       | Жорстке приземлення з руйнуванням літака. Без жертв.                                                                      | 0/?    |
| 30 червня 2011    | OE-FDK     | Бранденбург                                 | Невдале приземлення на грунтову ЗПС.                                                                                      | 0/1    |
| 3 травня 2012     | N1906      | Чефорнак                                    | В умовах поганої видимості і засніженої місцевості пілот приземлив літак за межами ЗПС.                                   | 0/1    |
| 24 серпня 2012    | N4NE       | аеродром Пайнал                             | Жорстке приземлення. Літак вилетів за межі ЗПС.                                                                           | 0/1    |
| 3 травня 2013     | G-BEOL     | військовий аеродром Вестон-он-зе-Грін       | Жорстке приземлення. Літак вилетів за межі ЗПС.                                                                           | 0/4    |
| 21 лютого 2014    | N46LH      | неподалік аеропорту Елой                    | Парашут розкрився на борту літака, витягнувши парашутиста з кабіни, сильно вдаривши об двері кабіни.                      | 1/?    |
| 14 березня 2014   | 9Q-CLD     | аеропорт Гома                               | Під час руління Ан-26Б зачепив припаркований Skyvan. Обидва літаки зазнали пошкоджень.                                    | 0/0    |
| 7 червня 2022     | N731E      | аеропорт Чісана                             | Жорстке приземлення. | 0/2    |
| 3 вересня 2022    | SP-HIP     | неподалік аеропорту Пйотркув-Трибунальський | Літак повертався після успішного викидання парашутистів, з невстановлених причин розбився неподалік аероклубу.            | 2/2    |
| 19 травня 2023    | AF-519     | ЗПС Калонго                                 | Літак збройних сил Уганди здійснив жорстке приземлення і перекинувся.                                                     | 0/8    |
| 23 червня 2023    | N1158      | аеродром Меррілл                            | Жорстке приземлення. | 0/1    |

## Музейні експонати
Щонайменше 5 літаків було збережно і виставлено на огляд як музейні експонати.
| Місце знаходження                                                             | Короткий опис | Фото |
| ----------------------------------------------------------------------------- | --- | ---- |
| Австрія, Цельтвег, Музей авіації Цельтвег                                     | Short SC.7 Skyvan 3M (с/н SH1855) — військовий борт, що стояв на озброєнні збройних сил Австрії                                         |      |
| Оман, Маскат, Султанський музей збройних сил                                  | Short SC.7 Seavan 3M-4022 (с/н SH1877) — військовий борт, що стояв на озброєнні збройних сил Оману, спеціалізована модифікація «Seavan» |      |
| Аргентина, Буенос-Айрес, Простір пам'яті, пропагування та захисту прав людини | Short SC.7 Skyvan 3M-400 (с/н SH1888) — військовий борт, берегової охорони Аргентини, що виконував польоти смерті під час брудної війни |      |
| Непал, Катманду, Військовий музей Катманду                                    | Short SC.7 Skyvan 3M-400 (с/н SH1894) — військовий борт, що стояв на озброєнні Королівських збройних сил Непалу                         |      |
| Венесуела, Каракас, Музей транспорту Гільєрмо Хосе Шаеля                      | Short SC.7 Skyvan 3M (с/н SH1949) — цивільний борт, перебував у власності міністерства транспорту та зв'язку Венесуели                  |      |